# المنصور بن بلقين
المنصور بن بلقين أبو الفتح المنصور بن بلقين بن زيري, (؟ - 995) ثاني أمير زيري حكم في المغرب الأوسط وإفريقية (حكم 984-995) بعد والده بلقين بن زيري

## سيرة
توفي بلقين بن زيري ، أبو المنصور، في مايو 984  إثر عودته من حملة منتصرة ضد قبيلة زناتة وحلفائها الخلفاء الأمويين في قرطبة. سمحت له هذه الحملة بأخذ فاس وسجلماسة لكنه توقف أمام سبتة. خلفه ابنه المنصور في جميع صلاحياته كحاكم للمغرب العربي وإفريقية. وعهد بحكم تاهرت إلى عمه أبو البحار وحكم آشير إلى شقيقه حمّاد بن بلقين.
أرسل المنصور شقيقه حمَّاد إلى المغرب الأقصى لاسترداد مدينتي فاس وسجلماسة التي كانتا تحت أيدي الزناتيين. لكنه لم يستطع دخول فاس وعاد إلى أشير. هذا الفشل يجعل المنصور يتخلى عن جميع الحملات ضد الزناتيين.
ذهب المنصور إلى القيروان حيث وجد حاكمها عبد الله بن القطب الذي خلف والده من بعده. يعلن لأعيان القيروان الذين جاءوا لتهنئته قائلاً "لست واحدًا من أولئك الذين يعيّنون بجرة قلم ويطردون بنفس الطريقة، لأنني ورثت هذه المملكة عن آبائي وأجدادي. وكان المنصور قد تلقى رسالة من الخليفة الفاطمي تطلب منه أن يربط اسم عبد الله بن القطب به خلال الخطبة التي كانت تعني أنه عين خلفًا له. فاستاء المنصور جداً من الأمر. أخبار بشأن عبد الله بن القطب تصل إلى المنصور. فقام هو وابنه بقتل عبد الله بن القطب مع ابنه إثر جولة على ظهر الخيل (987/988).
ثارت ثائرة كتامة عدة مرات، أول هذه الثورات أثارها مبشر (داعية) أرسله الفاطميون انتقامًا لمقتل عبد الله بن القطب رجل ثقتهم. حيث بدأ بحشد القوات بعدما أرسل الخليفة الفاطمي إثنين من السفراء يأمرانه بعدم القيام بشيء ضد الكتاميين. رداً على ذلك، يجبرهما المنصور على مرافقته في حملته ضد الكتاميين. فيعاقب المنصور المتمردين بقسوة كبيرة، ووضع هذه القبيلة تحت إدارة مسؤولي صنهاجة. ثم يُرسل السفيران اللذان شهدا هذا القمع الشرس إلى القاهرة ليخبروا الخليفة. بعد أن كان المنصور قد عهد بحكومة أشير لأخيه حمَّاد .
في عام 989 ، ثار أبو البحار، عم المنصور وحاكم تاهرت ، ولكن عند قدوم ابن أخيه إليه فر إلى المغرب. تخلى بعدها المنصور عن السعي وراءه. ثم عهد بحكم تاهرت إلى أخيه حمَّاد. بدأ أبو البحار يناشد الأمويين في قرطبة، ويرسل إليهم ابنه كرهينة. في مقابل ذلك، يتلقى رئيس كتامة في منطقة فاس أمرًا باستخلاف أبو البحار. تمكن بعدها هؤلاء الحلفاء من جعل أنفسهم أسياد مدينة فاس. في عام 992 ، تشاجر أبو البحار مع حلفائه، وعاد إلى القيروان حيث استقبله المنصور مع مرتبة الشرف وأعاد له حكم تاهرت.
توفي المنصور في 995 أو نهاية مارس سنة 996 ، وخلفه ابنه باديس.

## مرفقات

### مقالات ذات صلة
- صنهاجة
- الزيريين

### روابط خارجية
- ʻAbd al-Wāḥid Dhannūn Ṭāhā (1989). "The Political Geography of North Africa and Spain / North Africa". The Muslim conquest and settlement of North Africa and Spain (بالإنجليزية). Routledge. p. 19-30 (Aperçu limité). ISBN:978-0-415-00474-9. Archived from the original on 2019-02-22.  ʻAbd al-Wāḥid Dhannūn Ṭāhā (1989). "The Political Geography of North Africa and Spain / North Africa". The Muslim conquest and settlement of North Africa and Spain (بالإنجليزية). Routledge. p. 19-30 (Aperçu limité). ISBN:978-0-415-00474-9. Archived from the original on 2019-02-22.  ʻAbd al-Wāḥid Dhannūn Ṭāhā (1989). "The Political Geography of North Africa and Spain / North Africa". The Muslim conquest and settlement of North Africa and Spain (بالإنجليزية). Routledge. p. 19-30 (Aperçu limité). ISBN:978-0-415-00474-9. Archived from the original on 2019-02-22.
- (بالإنجليزية) "Zīrid Dynasty". Encyclopædia Britannica. مؤرشف من الأصل في 2015-05-03.
- "Carte d'Europe en l'an 1000". Euratlas. مؤرشف من الأصل في 2019-02-22.
- (بالعربية) "ar[[تصنيف:مقالات تحوي نصا بrtl]] (Les Zirides / Banu Ziri / les Sanhâja)". مؤرشف من الأصل في 2017-12-22. {{استشهاد ويب}}: تعارض مسار مع وصلة (مساعدة)

### قائمة المراجع
- ابن خلدون (1854). Histoire des Berbères et des dynasties musulmanes de l'Afrique Septentrionale. Imprimerie du Gouvernement. ج. 2. ص. 635. مؤرشف من الأصل في 2021-05-27.  ابن خلدون (1854). Histoire des Berbères et des dynasties musulmanes de l'Afrique Septentrionale. Imprimerie du Gouvernement. ج. 2. ص. 635. مؤرشف من الأصل في 2021-05-27.  ابن خلدون (1854). Histoire des Berbères et des dynasties musulmanes de l'Afrique Septentrionale. Imprimerie du Gouvernement. ج. 2. ص. 635. مؤرشف من الأصل في 2021-05-27.
- ابن خلدون (1856). Histoire des Berbères et des dynasties musulmanes de l'Afrique Septentrionale. Imprimerie du Gouvernement. ج. 3. ص. 528. مؤرشف من الأصل في 2020-09-29.  ابن خلدون (1856). Histoire des Berbères et des dynasties musulmanes de l'Afrique Septentrionale. Imprimerie du Gouvernement. ج. 3. ص. 528. مؤرشف من الأصل في 2020-09-29.  ابن خلدون (1856). Histoire des Berbères et des dynasties musulmanes de l'Afrique Septentrionale. Imprimerie du Gouvernement. ج. 3. ص. 528. مؤرشف من الأصل في 2020-09-29.
- شارل أندري جوليان (1994) [1931]. Histoire de l'Afrique du Nord. Des origines à 1830. Grande bibliothèque Payot. Payot. ص. 868. ISBN:978-2-228-88789-2.  شارل أندري جوليان (1994) [1931]. Histoire de l'Afrique du Nord. Des origines à 1830. Grande bibliothèque Payot. Payot. ص. 868. ISBN:978-2-228-88789-2.  شارل أندري جوليان (1994) [1931]. Histoire de l'Afrique du Nord. Des origines à 1830. Grande bibliothèque Payot. Payot. ص. 868. ISBN:978-2-228-88789-2.
- Clifford Edmund Bosworth (2004). "The Zīrids and Ḥammādids". The new Islamic dynasties : a chronological and genealogical manual (بالإنجليزية). Edinburgh University Press. p. 35-36. ISBN:978-0-7486-2137-8. Archived from the original on 2019-02-22.  Clifford Edmund Bosworth (2004). "The Zīrids and Ḥammādids". The new Islamic dynasties : a chronological and genealogical manual (بالإنجليزية). Edinburgh University Press. p. 35-36. ISBN:978-0-7486-2137-8. Archived from the original on 2019-02-22.  Clifford Edmund Bosworth (2004). "The Zīrids and Ḥammādids". The new Islamic dynasties : a chronological and genealogical manual (بالإنجليزية). Edinburgh University Press. p. 35-36. ISBN:978-0-7486-2137-8. Archived from the original on 2019-02-22.